# Elio Vittorini
Elio Vittorini (* 23. Juli 1908 in Syrakus; † 12. Februar 1966 in Mailand) war ein italienischer Schriftsteller, Publizist und Übersetzer, einer der wichtigsten Vertreter des literarischen Neorealismus.

## Leben
1908 im sizilianischen Syrakus geboren, folgte Elio Vittorini in der Kindheit seinem Vater, der als Eisenbahner durch seine Versetzungen durch ganz Sizilien kam. Nach der Grundschule besuchte er eine Handelsschule, ohne sich dafür zu interessieren, bis er nach einigen Ausreißversuchen 1924 Sizilien endgültig verließ. Eine Zeit lang arbeitete er als Buchhalter in einem Bauunternehmen in Friaul-Julisch Venetien. 1930 zog er nach Florenz, wo er bei der Zeitung La Nazione eine Anstellung als Korrektor fand.
Unterdessen begann er damit, Artikel und kleinere Erzählungen zu schreiben, die er Curzio Malaparte sandte und mit dessen Hilfe in der Zeitschrift Conquista dello Stato veröffentlichte. Im Juni 1927 gelang es ihm, Ritratto di re Gianpiero, seine erste bedeutende Erzähldichtung, in La fiera letteraria zu veröffentlichen. Am 10. September 1927 heiratete er Rosa Quasimodo, eine Schwester des Lyrikers Salvatore Quasimodo, mit der er zwei Söhne (Giusto, 1928–1955, und Demetrio, * 1934) bekam. 1929 begann er seine Mitarbeit an der Zeitschrift Solaria; und in L’Italia letteraria beklagte er in seinem Artikel Scarico di coscienza den Provinzialismus der italienischen Literatur.
1931 kam in den Ausgaben der Solaria sein erstes Buch, eine Erzählsammlung mit dem Titel Piccola borghesia, heraus, das 1953 bei Mondadori neu aufgelegt wurde. Von 1933 bis 1934 erschien – ebenfalls in Solaria – in Fortsetzungen sein Roman Il garofano rosso, der wegen der faschistischen Zensur erst 1948 vollständig und als Monographie bei Mondadori veröffentlicht werden konnte.
Aufgrund einer Bleivergiftung musste Vittorini 1934 seine Arbeitsstelle als Korrektor aufgeben und lebte von da an ausschließlich von seinen Literaturübersetzungen aus dem Englischen (William Faulkner, Edgar Allan Poe, David Herbert Lawrence u. a.) und von seiner publizistischen Tätigkeit.
Als es 1936 zum Spanischen Bürgerkrieg kam, unterbrach er die Arbeit an seinem Roman Erica e i suoi fratelli und plante mit seinen Freunden Romano Bilenchi und Vasco Pratolini eine Kriegsteilnahme zur Unterstützung der republikanischen Franco-Gegner. In einem Artikel der Zeitschrift Bargello, für die er schon seit 1932 schrieb, forderte er als Angehöriger des linksintellektuellen Flügels der italienischen Faschisten seine Partei offen dazu auf, die republikanischen Kräfte zu unterstützen, was zu seinem Ausschluss aus dem PNF (Partito Nazionale Fascista) führte.
Im selben Jahr veröffentlichte er bei Parenti Nei Morlacchi. Viaggio in Sardegna, das den von der Zeitschrift Infanzia ausgeschriebenen Preis gewonnen hatte und 1952 unter dem Titel Sardegna come un’infanzia bei Mondadori neu herausgegeben wurde. Zwischen 1938 und 1939 erschien in Letteratura in Fortsetzungen sein Roman Conversazione in Sicilia, der 1941 zunächst bei Parenti, dann bei Bompiani als Band herauskam.
Vom Mailänder Bompiani-Verlag erhielt er 1939 den Auftrag, die Reihe „La Corona“ zu leiten und in Zusammenarbeit mit Cesare Pavese eine Anthologie amerikanischer Schriftsteller unter dem Titel Americana herauszubringen. Diese konnte wegen der faschistischen Zensur erst 1942 erscheinen; vollständig, d. h. mit sämtlichen zurückgehaltenen Kommentaren des Herausgebers, wurde sie sogar erst im Jahr 1968 veröffentlicht. Auch aus privaten Gründen zog Vittorini 1939 nach Mailand, da er sich zur selben Zeit von seiner Frau Rosa trennte und ein gemeinsames Leben mit Ginetta, seiner zweiten Lebensgefährtin, begann.
Als linksfaschistischer Autor wurde er auf Betreiben von Joseph Goebbels zur Teilnahme an den von der nationalsozialistischen deutschen Kulturpropaganda organisierten „Europäischen Dichtertreffen“ eingeladen, an denen er 1941 und nochmals im Oktober 1942 in Weimar teilnahm. Die postum entstandenen Lebensdarstellungen konstatieren dennoch, er habe sich bereits 1942 an der Resistenza beteiligt und im Untergrund bereits zu dieser Zeit der kommunistischen Partei (PCI) angeschlossen. 1945 trat er offiziell als Parteimitglied in Erscheinung und leitete eine Zeitlang die Mailänder Ausgabe des Parteiorgans L’Unità. Außerdem gründete und leitete er Il Politecnico, eine Zeitschrift, die sich bis 1947 mit der zeitgenössischen Kultur und den wechselseitigen Beziehungen zwischen Literatur und Politik befasste. Ebenso 1945 veröffentlichte er bei Bompiani seinen Widerstandsroman Uomini e no. Im selben Verlag kamen 1947 Il Sempione strizza l’occhio al Fréjus und 1949 Le donne di Messina, zwei weitere Romane, heraus. Letzterer erschien 1964 in einer grundlegenden Überarbeitung des Autors. Der Kurzroman La garibaldina kam 1950 in Fortsetzungen in der florentinischen Zeitschrift Il Ponte heraus.
1951 übertrug ihm der Einaudi-Verlag die Leitung der Reihe „I Gettoni“, in die er vor allem die Werke junger Autoren (Italo Calvino, Beppe Fenoglio u. a.) aufnahm, während er Giuseppe Tomasi di Lampedusas Il Gattopardo als unzeitgemäßen historischen Roman ohne gesellschaftskritische Relevanz abqualifizierte und ihn aus diesem Grund ablehnte. Im selben Jahr begründete er in einem Artikel der Tageszeitung La Stampa seinen immer größer werdenden Dissens mit dem PCI, den er in diesen Jahren mit zahlreichen Intellektuellen teilte (Le vie degli ex comunisti).
Zwischen 1952 und 1955 vervollständigte er Erica e si suoi fratelli, das 1956 bei Bompiani herauskam. Außerdem arbeitete er an seinem letzten Roman Le città del mondo, den er nicht mehr vollendete, da er ihn als zu expressiv und ästhetisch empfand, was seinem eigenwilligen Verständnis von einer modernen Literatur nicht entsprach. Erst nach seinem Tod, 1969, erschien das verworfene Werk bei Einaudi. Ein weiterer Ausdruck seines in die Krise geratenen poetologischen Selbstverständnisses ist sein Versuch, den blutig niedergeschlagenen Aufstand in Ungarn (1956) in einem unveröffentlicht gebliebenen Drama aufzuarbeiten. Da er seinem eigenen Postulat einer stets innovativen und mehr der Wahrheit als der Ästhetik verpflichteten Literatur nicht mehr gerecht werden konnte, gab er das literarische Schreiben in seinen letzten Lebensjahren ganz auf.
1957 veröffentlichte er eine Sammlung seiner zeitkritischen Schriften als Diario in pubblico. 1959 gründete er die bei Einaudi erscheinende Zeitschrift Il Menabò, die er zusammen mit Italo Calvino leitete. Im Mondadori-Verlag übernahm er ab 1960 die Reihe „La Medusa“ (später „Nuovi scrittori stranieri“). Im selben Jahr verfasste er eine Protesterklärung gegen Krieg und Folter in Algerien und kandidierte bei den sizilianischen Regionalwahlen auf der Liste der Sozialisten (PSI). Ab 1962 bemühten sich Vittorini und Francesco Leonetti vergeblich um die Gründung einer internationalen Intellektuellenzeitschrift unter dem Namen Gulliver. Auf dem Parteitag der Partito Radicale 1963 wurde Vittorini zum presidente, d. h. protokollarischen Parteivorsitzenden, gewählt.
Der seit 1963 schwer erkrankte Vittorini war zuletzt als Herausgeber der Reihe „Nuovo Politecnico“ für Einaudi tätig und starb am 12. Februar 1966 in seiner Mailänder Wohnung. Seine Betrachtungen und Gedanken zur Literatur wurden von D. Isella in dem postum erschienenen Band Le due tensioni (1967) zusammengetragen.

## Werke
- Ritratto di re Gianpiero (1927)
- Piccola borghesia (1931)
- Il garofano rosso (1933/1934; dt. Die rote Nelke, 1951)
- Nei Morlacchi. Viaggio in Sardegna (1936; neu als Sardegna come un’infanzia, 1952; dt. Sardinien, 1964; Sardinien, ein Land der Kindheit, 1986)
- Conversazione in Sicilia (1938/1939; dt. Tränen im Wein, 1943; Gespräch in Sizilien, 1948)
- Americana (1941/1942, Anthologie; neu 1968)
- Uomini e no (1945; dt. Der Mensch N2, 1946; Dennoch Menschen, 1963; Die Toten wissen Antwort, 1973)
- Il Sempione strizza l’occhio al Frejus (1947; dt. Im Schatten des Elefanten, 1949)
- Le donne di Messina (1949; neu 1964; dt. Die Frauen von Messina, 1965)
- La garibaldina (1950; dt. Die Garibaldina, 1960)
- Erica e i suoi fratelli (1956; dt. Erica und ihre Geschwister, 1984)
- Diario in pubblico (1957; dt. Offenes Tagebuch 1929 bis 1959, 1959)
- Le due tensioni (1967)
- Le città del mondo (1969)

## Verfilmungen (Auswahl)
- 1963: Der korsische Sohn (Jusqu’au bout du monde)
- 1999: Sicilia!
- 2000: Arbeiter, Bauern (Operai, contadini)

## Weiteres
1996 wurde zum 30. Todestag Vittorinis ihm zu Ehren der Literaturpreis Premio Vittorini ins Leben gerufen.